# Kostel svaté Markéty (Ves Touškov)
Kostel svaté Markéty se nachází uprostřed obce Ves Touškov. Podle dochovaných podkladů se předpokládá, že byl postaven v roce 1350. Donedávna[kdy?] se uvnitř kostela nacházel cenný cyklus obrazů křížové cesty; před několika lety však došlo k jejich odcizení.
Během minulých desetiletí kostel chátral, avšak postupem času byl uznán za církevní památku a byl opraven do dnešní podoby; byla též zprovozněna zvonice. V ní dle pamětníků již od třicátých let hnízdila sova pálená, do hnízdiště se však posledních pět let již nevrací.
V kostele každoročně probíhá mše svatá v průběhu pouťových oslav a taktéž půlnoční mše svatá o Vánočních svátcích.